# David Witts
David Peter S. Witts es un actor británico, más conocido por haber interpretado a Joey Branning en la serie EastEnders.

## Carrera
En teatro David ha participado en obras como Snow White, Wild Boy y The Wizard of Oz.
En el 2011 obtuvo un pequeño papel en la película Dead Crazy donde interpretó a una persona infectada. 
El 22 de junio de 2012 se unió al elenco principal de la serie británica EastEnders donde interpretó a Joey Branning, el hijo de Derek Branning (Jamie Foreman), hasta el 26 de diciembre de 2013 después de que su personaje decidiera irse de Walford.
En marzo del 2015 se anunció que Divid se había unido al elenco del drama Recovery Road donde dará vida al consejero Craig.
En el 2016 se unió al elenco principal de la nueva serie Recovery Road donde interpretó a Craig Weiner, uno de los consejeros del "Springtime Meadows", hasta el final de la primera temporada ese mismo año, después de que la serie fuera cancelada.

## Filmografía

### Series de televisión
| Año         | Título        | Personaje     | Notas         |
| ----------- | ------------- | ------------- | ------------- |
| 2016        | Recovery Road | Craig         | 10 episodios  |
| 2012 - 2013 | EastEnders    | Joey Branning | 156 episodios |

### Películas
| Año  | Título     | Personaje |
| ---- | ---------- | --------- |
| 2011 | Dead Crazy | Infectado |

### Teatro
| Año | Título           | Personaje |
| --- | ---------------- | --------- |
| -   | Snow White       | Príncipe  |
| -   | Wild Boy         | -         |
| -   | The Wizard of Oz | -         |

## Premios y nominaciones
| Año  | Categoría          | Premio                    | Serie      | Resultado |
| ---- | ------------------ | ------------------------- | ---------- | --------- |
| 2013 | Sexiest Male       | Inside Soap Award         | EastEnders | Nominado  |
| 2013 | Best Soap Newcomer | TV Choice Award           | EastEnders | Ganador   |
| 2013 | Sexiest Male       | British Soap Award        | EastEnders | Nominado  |
| 2013 | Best Newcomer      | National Television Award | EastEnders | Ganador   |
| 2012 | Sexiest Male       | Inside Soap Award         | EastEnders | Ganador   |